# Mk 44型魚雷
Mk 44型魚雷是一種現已被淘汰的空射和艦射輕量魚雷，它由美國生產，並授權許可加拿大，法國，意大利，日本和英國等國進行生產，10,500枚Mk 44型魚雷被生產，並在美國服役。它自1960年代後期開始被Mk 46型魚雷所取代。澳洲皇家海軍則仍繼續使用Mk 44型魚雷和其替換品多年，因為Mk 44型魚雷被認為在特定的淺水環境中，有着較卓越的性能。
它被部署在多國海軍和空軍的多種運載火箭上，包括美國海軍，英國皇家海軍，澳洲皇家海軍以及英國皇家空軍。包括搭載在長距離反潛機(或稱海上巡邏機)，如P-3獵戶座海上巡邏機、「獵迷」反潛巡邏機、CP-107 Argus海上巡邏機、輕型空中多用途系統(英語: Light Airborne Multi-Purpose System, LAMPS)、RUR-5阿斯洛克反潛飛彈以及伊卡拉反潛飛彈。

## 研發

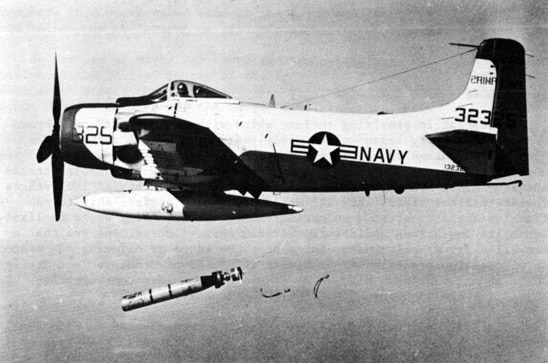
一架A-1天襲者在空中投放Mk 44型魚雷

1950年代，美國海軍下達了對新一代輕型反潛艇魚雷的研發。因而開展了兩個研發計劃，分別是EX-2A和EX-2B，前者在帕薩迪納軍械測試站進行，後者在麻省皮茨菲爾德通用電器軍械部進行。EX-2A需要有由電動機直接推動的反向旋轉螺旋槳，而EX-2B則需要使用有與變速箱相連的燃氣渦輪機。
在EX-2B的倡議燃料(硝酸異丙酯，Isopropyl nitrate)發生事故後，美國海軍下令停止使用。這導致EX-2B的研發團隊轉而使用以噴射引擎啟動電動機設計為基礎的電動機，以提供反向旋轉螺旋槳變速箱提供所需的高扭力和高轉速。環繞EX-2B的控制面(調整導彈方向的部件)的罩亦重新設計，因為發現環繞控制面的罩其自身會降低導彈的有效性，因而需要減少罩的長度。
在經過數個評估後，EX-2B被選定並劃定為Mark 44 Mod 0。經數個精密調整後，Mark 44 Mod 0的增強版Mark 44 Mod 1於1956年進入美軍服役。但是，魚雷進入美軍服役後不久，更為新的蘇聯潛艇可以行進得更快、潛得更深、更遠，Mk 44型魚雷的設計僅為攻擊最高速度為17節的目標。為了解決這個問題，1960年公布一項操作規定，這導致Mk 46型魚雷於1963年投入使用，並開始取代服役的Mk 44型魚雷。
大量的升級魚雷組件被提供給魚雷，1986年，霍尼韋爾的配套元件替換原本的磁致伸縮換能器為平面矩陣(英語: planar array)中的陶瓷換能器，以數碼系統替換模擬制導電子設備(英語: analogue guidance electronics)。最終而言，通過增加75%偵測距離以及減少最低淺水區域搜索深度47%，使魚雷的搜索體積增加為原先的3倍。這修改型號魚雷在韓國被稱為KT44。
南非的魚雷組件提供廣泛的升級，以45 kg的錐形裝藥裝置取代彈頭，錐形裝藥可穿透在1.5 m注滿水的雙層船體後40 mm的鋼。魚雷組件亦包含全面數碼電子設備升級，使魚雷在良好的情況下，搜索範圍擴大3倍至1,000 m，並配有多種反制措施以及多種攻擊模式。
然而，許多魚雷因其電池到期而結束服役生涯，新西蘭海軍在1993年因決定不更換電池而讓Mk 44型魚雷退役。

## 參數規格
Mk 44型魚雷採用模組化設計，主要由4部分組成。第一部分的鈍頭鼻錐由主動聲納搜索器和後方緊接的75磅(34 kg)的高爆炸藥彈頭組成。第二部分由制導系統和陀螺儀組成。第三部分由24 kw的鎂電池組成，它以氯化銀和鎂為電極，海水作為電解質。第四部分為推進部分，內裝有電動機，四個長方形控制翼和兩個同軸反轉螺旋槳。